# Gare de Seiryu Miharashi
La gare de Seiryu Miharashi (清流みはらし駅, Seiryū Miharashi-eki) est une gare ferroviaire de la ligne Nishikigawa Seiryū. Elle est située dans la préfecture de Yamaguchi au Japon. 
La gare est exploitée par la compagnie Nishikigawa Tetudou.

## Situation ferroviaire
La gare de Seiryu Miharashi est située au point kilométrique (PK) 22,5 de la ligne Nishikigawa Seiryū (ligne touristique non électrifiée à voie unique). Elle ne possède ni entrée, ni sortie et ne dessert aucune localité, mais seulement une plateforme permettant aux voyageurs de profiter de la vue panoramique sur le fleuve Nishiki et la forêt environnante,,.

## Histoire
La gare de Seiryu Miharashi est mise en service en mars 2019. 

## Service des voyageurs

### Accueil
Cette gare n'étant accessible qu'en train, tous ceux qui s'y trouvent sont censés avoir déjà leur billet. Elle ne possède aucun bâtiment mais un simple quai avec un auvent pour permettre aux voyageurs d'admirer le paysage.

### Intermodalité
La gare ne possède aucune correspondance avec un autre moyen de transport.